# (541013) 2017 YQ2
(541013) 2017 YQ2 es un asteroide perteneciente al cinturón de asteroides descubierto el 20 de marzo de 2010 por Wide-field Infrared Survey Explorer desde el telescopio espacial Wide-Field Infrared Survey Explorer (WISE), Estados Unidos.

## Designación y nombre
Designado provisionalmente como 2017 YQ2.

## Características orbitales
2017 YQ2 está situado a una distancia media del Sol de 2,546 ua, pudiendo alejarse hasta 2,909 ua y acercarse hasta 2,183 ua. Su excentricidad es 0,142 y la inclinación orbital 12,22 grados. Emplea 1484,31 días en completar una órbita alrededor del Sol.

## Características físicas
La magnitud absoluta de 2017 YQ2 es 17,2. Tiene 2,339 km de diámetro y su albedo se estima en 0,117. 